# Lamini
A Lamini az emlősök (Mammalia) osztályának párosujjú patások (Artiodactyla) rendjébe, ezen belül a tevefélék (Camelidae) családjába tartozó nemzetség.

## Tudnivalók
A legelső Lamini-fajok, valamikor a miocén korban jelentek meg, Észak-Amerika területén. Miután, a pliocén kor idején létrejött a Panama-földszoros, a fajok egy része Dél-Amerikába költözött a nagy amerikai faunacsere alatt. Manapság Észak-Amerikából kihaltak, de a déli kontinensen még vannak élő képviselőik. Legalábbis a recens fajokon belül nincsen nemi kétalakúság, hiányzik az epehólyagjuk és az összes faj kereszteződéséből ivarképes hibridek jönnek létre; ami jele a nagyon közeli rokonságuknak. Az emésztőrendszerüknek köszönhetően néhányféle méreganyagot is megemészthetnek, anélkül, hogy bajuk essék.

## Rendszerezés
A nembe az alábbi nemek tartoznak (meglehet, hogy a lista hiányos):
- †Hemiauchenia Gervais & Ameghino, 1880 - miocén-pleisztocén
- Lama G. Cuvier, 1800 - típusnem
- †Palaeolama Gervais, 1869 - pliocén-pleisztocén
- Vicugna Lesson, 1842

## Fordítás
- Ez a szócikk részben vagy egészben  a   Lamini című angol Wikipédia-szócikk ezen változatának fordításán alapul.  Az eredeti cikk szerkesztőit annak laptörténete sorolja fel. Ez a jelzés csupán a megfogalmazás eredetét és a szerzői jogokat jelzi, nem szolgál a cikkben szereplő információk forrásmegjelöléseként.